# Maad Ibrahim
Maad Ibrahim Ahmed (ur. 30 czerwca 1960) – iracki piłkarz, reprezentant kraju.

## Kariera piłkarska
Ibrahim przygodę z futbolem rozpoczął w 1980 w klubie Al-Tijara. Po czterech latach gry przeniósł się do Al-Quwa Al-Jawiya, lecz już w kolejnym sezonie występował w Al-Rasheed. Wraz z zespołem odnosił największe sukcesy w zawodowej karierze. Dwukrotnie zwyciężył w rozgrywkach Arabskiej Ligi Mistrzów w sezonach 1985/86 i 1986/87. Dwukrotnie w sezonach 1986/87 i 1987/88 zdobywał wraz z zespołem mistrzostwo Iraqi Premier League i Puchar Iraku. Dorzucił do tego także zwycięstwo w meczu o Superpuchar Iraku w 1986. 
Sezon 1988/89 spędził w Al-Shorta. Po tym sezonie powrócił do Al-Quwa Al-Jawiya. Zespół z Ibrahimem w składzie zdobył mistrzostwo Iraqi Premier League w sezonie 1989/90. Od 1991 przez 7 lat reprezentował barwy Al-Naft, gdzie zakończył karierę piłkarską w 1998.

## Kariera reprezentacyjna
Ibrahim zadebiutował w reprezentacji Iraku w 1985. Rok później został powołany przez trenera Evaristo de Macedo na Mistrzostwa Świata w Meksyku. Podczas turnieju zagrał w spotkaniu z gospodarzami turnieju, a Irak odpadł w fazie grupowej. Po raz ostatni w kadrze pojawił się w 1990, a łącznie w latach 1985–1990 zagrał dla Iraku w 16 spotkaniach.
| Mecze i gole w reprezentacji | Mecze i gole w reprezentacji | Mecze i gole w reprezentacji | Mecze i gole w reprezentacji | Mecze i gole w reprezentacji | Mecze i gole w reprezentacji | Mecze i gole w reprezentacji |
| #                            | Data                         | Miasto                       | Przeciwnik                   | Gol                          | Wynik                        | Rozgrywki                    |
| ---------------------------- | ---------------------------- | ---------------------------- | ---------------------------- | ---------------------------- | ---------------------------- | ---------------------------- |
| 1.                           | 01.02.1986                   | Bagdad                       | Dania XI                     |                              | 0:2                          | towarzyski                   |
| 2.                           | 03.02.1986                   | Bagdad                       | Dania XI                     |                              | 2:0                          | towarzyski                   |
| 3.                           | 14.03.1986                   | Bagdad                       | Rumunia                      |                              | 1:1                          | towarzyski                   |
| 4.                           | 17.03.1986                   | Bagdad                       | Rumunia                      |                              | 1:1                          | towarzyski                   |
| 5.                           | 11.06.1986                   | Meksyk                       | Meksyk                       |                              | 0:1                          | MŚ 1986                      |
| 6.                           | 08.01.1988                   | Rijad                        | Katar                        |                              | 4:1                          | El. IO 1988                  |
| 7.                           | 04.03.1988                   | Rijad                        | Oman                         |                              | 1:1                          | Puchar Zatoki Perskiej 1988  |

## Sukcesy
Al-Quwa Al-Jawiya
- Mistrzostwo Iraqi Premier League (1): 1989/90

Al-Rasheed
- Arabska Liga Mistrzów (2): 1985/86, 1986/87
- Mistrzostwo Iraqi Premier League (2): 1986/87, 1987/88
- Puchar Iraku (2):  1986/87, 1987/88
- Superpuchar Iraku (1): 1986